# Anton Calenic
Anton Calenic (Chilia Veche, 1 de febrero de 1943) es un deportista rumano que compitió en piragüismo en la modalidad de aguas tranquilas.
Participó en los Juegos Olímpicos de México 1968, obteniendo una medalla de plata en la prueba de K4 1000 m. Ganó una medalla en el Campeonato Mundial de Piragüismo de 1966, y dos medallas en el Campeonato Europeo de Piragüismo de 1967.

## Palmarés internacional
| Juegos Olímpicos   | Juegos Olímpicos          | Juegos Olímpicos | Juegos Olímpicos |
| Año                | Lugar                     | Medalla          | Evento           |
| ------------------ | ------------------------- | ---------------- | ---------------- |
| 1968               | Ciudad de México (México) | Medalla de plata | K4 1000 m        |
| Campeonato Mundial |                           |                  |                  |
| Año                | Lugar                     | Medalla          | Evento           |
| 1966               | Berlín Oriental (RDA)     | Medalla de oro   | K4 1000 m        |
| Campeonato Europeo |                           |                  |                  |
| Año                | Lugar                     | Medalla          | Evento           |
| 1967               | Duisburgo (RFA)           | Medalla de oro   | K4 1000 m        |
| 1967               | Duisburgo (RFA)           | Medalla de plata | K4 10 000 m      |